# 2007-es norvég rali

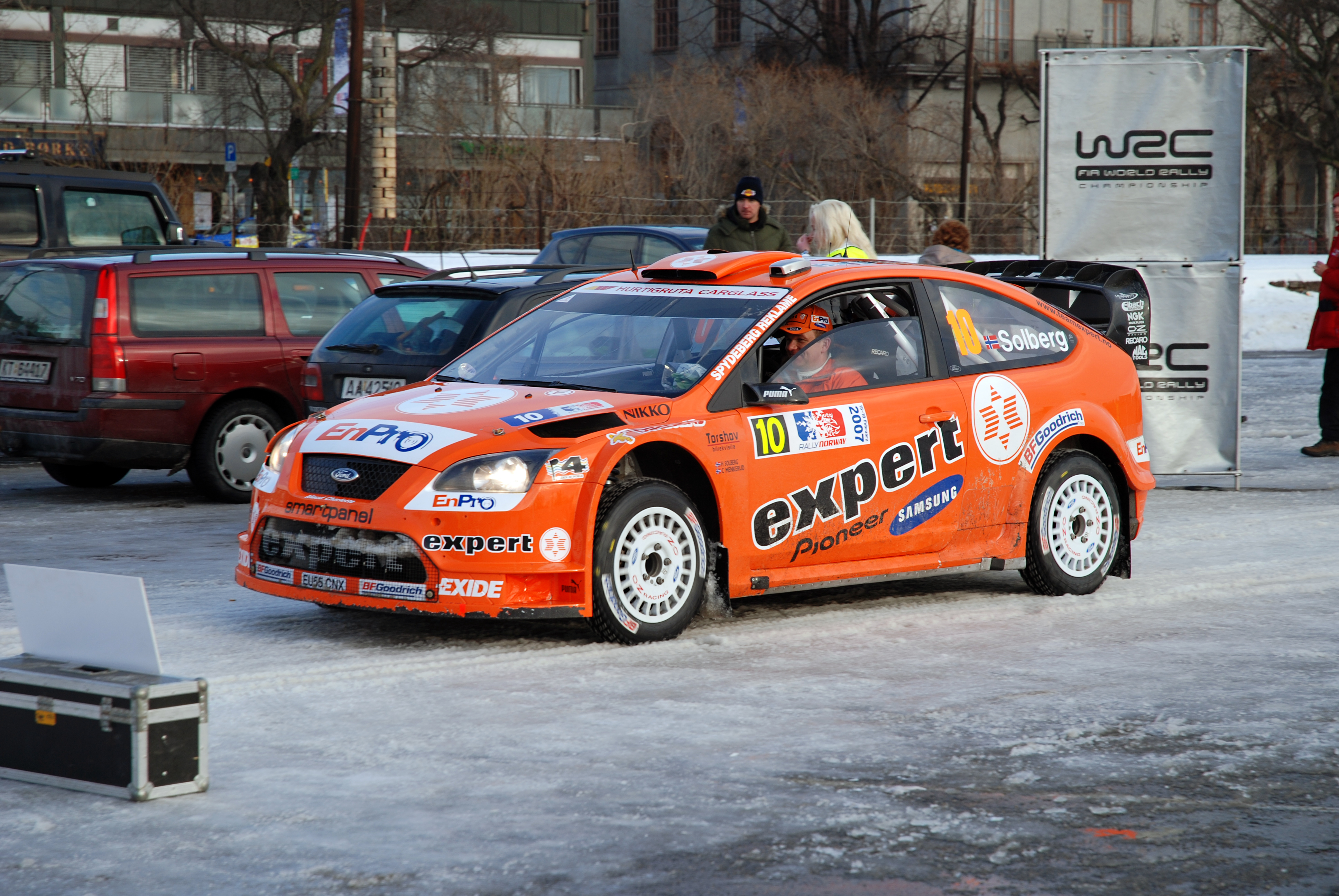
Henning Solberg harmadikként zárt hazája versenyén

A 2007-es norvég rali (hivatalosan: 2nd Rally Norway) volt a 2007-es rali-világbajnokság harmadik futama. Február 16 és 18 között került megrendezésre, 18 gyorsasági szakaszból állt, melyek össztávja 356 kilométert tett ki. A versenyen 74 páros indult, melyből 63 ért célba. A verseny első alkalommal szerepelt a világbajnokság futamai között.
Mikko Hirvonen pályafutása második világbajnoki győzelmét szerezte a viadalon. Mögötte csapat- és honfitársa Marcus Grönholm zárt másodikként, a hazai versenyén szereplő Henning Solberg pedig a harmadik lett.
A futam a junior ralibajnokság futama is volt egyben. Ezt az értékelést a svéd Per-Gunnar Andersson nyerte, a szintén svéd Patrik Sandell és az észt Urmo Aava előtt.

## Beszámoló
Első nap
Második nap
Harmadik nap

## Szakaszok
| Nap                 | #   | Rajtidő | Szakasz     | Hossz    | Győztes                                   | Idő     | Átlag seb.  | Versenyben vezető |
| ------------------- | --- | ------- | ----------- | -------- | ----------------------------------------- | ------- | ----------- | ----------------- |
| 1. nap (Február 16) | 1.  | 07:43   | Loten 1     | 30.30 km | Mikko Hirvonen                            | 16:14.1 | 111.98 km/h | Mikko Hirvonen    |
| 1. nap (Február 16) | 2.  | 08:34   | Haslemoen   | 11.92 km | Sébastien Loeb                            | 8:08.4  | 87.86 km/h  | Mikko Hirvonen    |
| 1. nap (Február 16) | 3.  | 11:24   | Loten 2     | 30.30 km | Mikko Hirvonen                            | 16:09.9 | 112.47 km/h | Mikko Hirvonen    |
| 1. nap (Február 16) | 4.  | 12:30   | Grue        | 14.36 km | Sébastien Loeb                            | 7:31.8  | 114.42 km/h | Mikko Hirvonen    |
| 1. nap (Február 16) | 5.  | 13:52   | Opaker      | 14.64 km | Jari-Matti Latvala                        | 7:59.8  | 109.85 km/h | Mikko Hirvonen    |
| 1. nap (Február 16) | 6.  | 14:36   | Kongsvinger | 14.60 km | Sébastien Loeb                            | 9:44.5  | 89.92 km/h  | Mikko Hirvonen    |
| 1. nap (Február 16) | 7.  | 15:30   | Finnskogen  | 21.29 km | Sébastien Loeb                            | 12:42.3 | 100.54 km/h | Mikko Hirvonen    |
| 1. nap (Február 16) | 8.  | 16:33   | Kirkanaer   | 6.75 km  | Sébastien Loeb                            | 5:48.9  | 69.65 km/h  | Mikko Hirvonen    |
| 2. nap (Február 17) | 9.  | 08:09   | Eleverum 1  | 44.27 km | Mikko Hirvonen                            | 24:40.3 | 107.66 km/h | Mikko Hirvonen    |
| 2. nap (Február 17) | 10. | 09:23   | Terningmoen | 12.71 km | Daniel Sordo                              | 7:59.1  | 95.5 km/h   | Mikko Hirvonen    |
| 2. nap (Február 17) | 11. | 12:05   | Mountain 1  | 24.36 km | Mikko Hirvonen                            | 14:01.8 | 104.18 km/h | Mikko Hirvonen    |
| 2. nap (Február 17) | 12. | 13:06   | Lillehammar | 5.98 km  | Marcus Grönholm                           | 4:33.9  | 78.6 km/h   | Mikko Hirvonen    |
| 2. nap (Február 17) | 13. | 14:00   | Ringsaker 1 | 27.30 km | Marcus Grönholm                           | 16:29.7 | 99.3 km/h   | Mikko Hirvonen    |
| 2. nap (Február 17) | 14. | 15:10   | Hamar 1     | 1.14 km  | Marcus Grönholm                           | 1:13.8  | 55.61 km/h  | Mikko Hirvonen    |
| 3. nap (Február 18) | 15. | 08:08   | Mountain 2  | 24.36 km | Sébastien Loeb                            | 13:18.2 | 109.87 km/h | Mikko Hirvonen    |
| 3. nap (Február 18) | 16. | 08:55   | Ringsaker 2 | 27.30 km | Henning Solberg                           | 15:28.6 | 105.84 km/h | Mikko Hirvonen    |
| 3. nap (Február 18) | 17. | 10:05   | Hamar 2     | 1.14 km  | Xavier Pons Sébastien Loeb Petter Solberg | 1:11.8  | 57.16 km/h  | Mikko Hirvonen    |
| 3. nap (Február 18) | 18. | 12:14   | Eleverum 2  | 44.27 km | Marcus Grönholm                           | 24:10.3 | 109.89 km/h | Mikko Hirvonen    |

## Végeredmény
|          | Versenyző            | Navigátor            | Autó                 | Idő       | Különbség | Pont |
| -------- | -------------------- | -------------------- | -------------------- | --------- | --------- | ---- |
| 1.       | Mikko Hirvonen       | Jarmo Lehtinen       | Ford Focus RS WRC 06 | 3:28:17.0 | 0.0       | 10   |
| 2.       | Marcus Grönholm      | Timo Rautiainen      | Ford Focus RS WRC 06 | 3:28:26.5 | 9.5       | 8    |
| 3.       | Henning Solberg      | Cato Menkerud        | Ford Focus RS WRC 06 | 3:32:01.6 | 3:44.6    | 6    |
| 4.       | Petter Solberg       | Phil Mills           | Subaru Impreza WRC06 | 3:32:18.1 | 4:01.1    | 5    |
| 5.       | Jari-Matti Latvala   | Miikka Anttila       | Ford Focus RS WRC 06 | 3:33:47.7 | 5:30.7    | 4    |
| 6.       | Gian-Luigi Galli     | Giovanni Bernacchini | Citroën Xsara WRC    | 3:35:22.2 | 7:05.2    | 3    |
| 7.       | Daniel Carlsson      | Denis Giraudet       | Citroën Xsara WRC    | 3:37:40.7 | 9:23.7    | 2    |
| 8.       | Jan Kopecký          | Filip Schovánek      | Škoda Fabia WRC      | 3:40:06.9 | 11:49.9   | 1    |
| JRC      |                      |                      |                      |           |           |      |
| 1. (18.) | Per-Gunnar Andersson | Jonas Andersson      | Suzuki Swift S1600   | 3:49:37.9 | 0.0       | 10   |
| 2. (21.) | Patrik Sandell       | Emil Axelsson        | Renault Clio R3      | 3:57:11.6 | 7:33.7    | 8    |
| 3. (28.) | Urmo Aava            | Kuldar Sikk          | Suzuki Swift S1600   | 4:04:50.3 | 15:12.4   | 6    |
| 4. (31.) | Jaan Mölder jr.      | Katrin Becker        | Suzuki Swift S1600   | 4:08:41.0 | 19:03.1   | 5    |
| 5. (38.) | Aaron Burkart        | Timo Gottschalk      | Citroën C2 S1600     | 4:13:22.6 | 23:44.7   | 4    |
| 6. (39.) | Trond Svenkerud      | Kay Ødegård          | Ford Fiesta ST       | 4:18:03.9 | 28:26.0   | 3    |
| 7. (41.) | Andrea Cortinovis    | Flavio Zanella       | Renault Clio S1600   | 4:19:02.9 | 29:25.0   | 2    |
| 8. (44.) | Shaun Gallagher      | Clive Jenkins        | Citroën C2 R2        | 4:25:57.8 | 36:19.9   | 1    |